# Grammy Award alla miglior composizione remixata, non classica
Il Grammy Award alla miglior composizione remixata, non classica (Grammy Award for Best Remixed Recording, Non-Classical) è un premio che viene consegnato alla cerimonia di premiazione dei Grammy Awards ai produttori di arrangiamenti remix di qualità. I Grammy vengono assegnati annualmente dal 1958
dalla National Academy of Recording Arts and Sciences degli Stati Uniti per premiare i risultati artistici, la competenza tecnica e la totale eccellenza nell'industria musicale, non considerando le vendite fisiche o i risultati nelle classifiche.
Il premio si chiamava Grammy Award al Remixer dell'anno, non classico (Grammy Award for Remixer of the Year, Non-Classical) quando fu consegnato per la prima volta nel 1998 a Frankie Knuckles. Finché la categoria portò questo nome, esso venne assegnato al vincitore senza specificare per quale arrangiamento. A partire dal 2002 con l'introduzione del nome attuale, anche i loro lavori furono specificati. Stando alle linee guida della categoria per i Grammy Awards 2010, il premio è conferito per il riconoscimento di un soggetto che abbia recuperato un materiale precedentemente registrato e lo abbia integrato e rivisitato in modo tale da creare un inedito e unico risultato. Il premio è destinato all'autore del remix, e non all'artista originale.

## Vincitori e candidati

### Anni 1990
- 1998
  - Un-Break My Heart (Franktidrama Club Mix) - Frankie Knuckles
  - David Morales
  - Mousse T.
  - Todd Terry
  - Armand Van Helden
- 1999
  - My All (Classic and Club mixes) - David Morales
  - Steve Hurley
  - Frankie Knuckles
  - Masters at Work
  - Roger Sanchez

### Anni 2000
- 2000

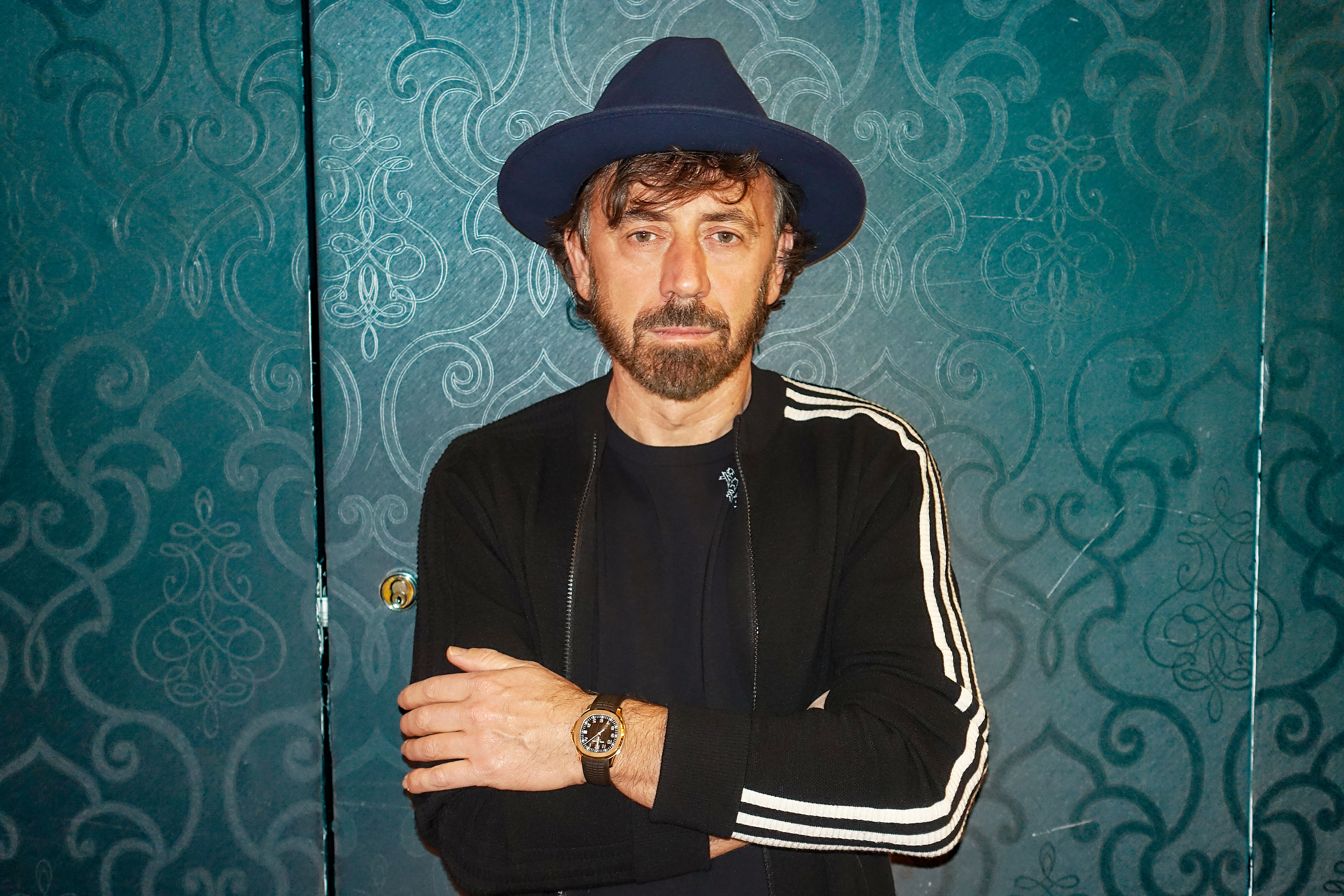
Benny Benassi ha vinto nel 2008.

  - Believe (Club 69 mixes) - Club 69
  - Hex Hector
  - Steve Hurley
  - Masters at Work
  - Soul Solution
- 2001
  - Hex Hector – I Turn To You (Hex Hector Mix)
  - Deep Dish
  - Maurice Joshua
  - Peter Rauhofer
  - Richard Humpty Vission
- 2002
  - Thank You (Deep Dish Vocal Remix) - Deep Dish
  - Heard It All Before (E-Smoove House Filter Mix) - E-Smoove
  - I Feel Loved (Danny Tenaglia Labor of Love Mix) - Danny Tenaglia
  - Soul Shakedown (Silk's Downunder Mix) - Steve Hurley
  - Baby, Come Over (This Is Our Night) (K-Klass Klub Mix) - K-Klass
- 2003
  - Hella Good (Roger Sanchez Remix Main) - Roger Sanchez
  - He Loves Me (Illegal Mix) - Jay-J Hernandez e Chris Lum
  - Lost Love (Felix Da Housecat Thee Clubhead Mix) - Felix da Housecat
  - What About Us? (SilkMix.Com Mix) - Steve Hurley
  - Work It Out (Maurice's Nu Soul Mix) - Maurice Joshua
- 2004
  - Crazy in Love (Maurice's Soul Mix) - Maurice Joshua
  - Beautiful (Peter Rauhofer Mix) - Club 6
  - Don't Make Me Come to Vegas (Timo on Tori) - Martin Buttrich e Timo Maas
  - Get It Together (Bill Hamel Vocal Mix) - Bill Hamel
  - Lei Lo Lai (MAW Mix) - Masters at Work
- 2005
  - It's My Life (Jacques Lu Cont's Thin White Duke Mix) - Jacques Lu Cont
  - Amazing (Full Intention Club Mix) - Michael Gray e Jon Pearn
  - Motor Inn (Felix Da Housecat's High Octane Mix) - Felix da Housecat
  - She Wants to Move (Basement Jaxx Mix) - Basement Jaxx
  - Watching Cars Go By - Sasha
- 2006
  - Superfly (Louie Vega EOL Mix) - Louie Vega
  - Fever (Adam Freeland Remix) - Adam Freeland
  - Flashdance (Guetta & Garraud's Fuck Me I'm Famous Remix) - Joachim Garraud e David Guetta
  - Mr. Brightside (Jacques Lu Cont's Thin White Duke Mix) - Jacques Lu Cont
  - What Is Hip? (T.O.P.R.M.X.) - Meat Beat Manifesto
- 2007
  - Talk (Thin White Duke Mix) - Jacques Lu Cont
  - Be Without You (Moto Blanco Vocal Mix) - Moto Blanco
  - Damage Thorn (Buick Project Remix) - Buick Project
  - Déjà Vu (Freemasons Club Mix – No Rap) - Russell Small e James Wiltshire
  - World Hold On (E-Smoove Remix) - E-Smoove
- 2008[3][4][5]
  - Bring the Noise (Benny Benassi Sfaction Remix) - Benny Benassi
  - Angelicus (Andy Moor Full Length Mix) - Andy Moor
  - Like a Child (Carl Craig Remix) - Carl Craig
  - Proper Education (Club Mix - Radio Edit) - Eric Prydz
  - Sorry (Dirty South Mix) - Dirty South
- 2009
  - Electric Feel (Justice Remix) - Justice
  - Closer (StoneBridge Radio Edit) - StoneBridge
  - 4 Minutes (Junkie XL Remix) - Junkie XL
  - Just Fine (Moto Blanco Remix) - Moto Blanco
  - The Longest Road (Deadmau5 Remix) - Deadmau5

### Anni 2010
- 2010
  - When Love Takes Over (Electro Extended Remix) - David Guetta
  - Don't Believe in Love (Dennis Ferrer Objektivity Mix) - Dennis Ferrer
  - The Girl and the Robot (Jean Elan Remix) - Jean Elan
  - I Want You (Dave Audé Remix) - Dave Audé
  - No You Girls (Trentemoller Remix) - Anders Trentemøller
- 2011
  - Revolver (David Guetta's One Love Club Remix) - David Guetta ed Afrojack
  - Fantasy (Morgan Page Remix) - Morgan Page
  - Funk Nasty (Wolfgang Gartner Remix Edit) - Wolfgang Gartner
  - Orpheus (Quiet Carnival) (Funk Generation Mix) - Mike Rizzo
  - Sweet Disposition (Axwell and Dirty South Remix) - Axel Hedfors e Dragan Roganovic
- 2012[6]
  - Cinema (Skrillex Remix) - Skrillex
  - Collide (Afrojack Remix) - Afrojack
  - Only Girl (In the World) (Rosabel Club Mix) - Ralphi Rosario ed Abel Aguilera
  - Rope (Deadmau5 Mix) - Deadmau5
  - End of Line (Photek Remix) - Photek
- 2013[7]
  - Promises (Skrillex and Nero Remix) - Joseph Ray, Skrillex e Daniel Stephens
  - In My Mind (Axwell Remix) - Axel Hedfors
  - The Veldt (Tommy Trash Remix) - Tommy Trash
  - Lie Down in Darkness (Photek Remix) - Photek
  - Midnight City (Eric Prydz Private Remix) - Eric Prydz
- 2014[8]
  - Summertime Sadness (Cedric Gervais Remix) - Cedric Gervais
  - Days Turn Into Nights (Andy Caldwell Remix) - Andy Caldwell
  - If I Lose Myself (Alesso vs. OneRepublic) - Alesso
  - Locked out of Heaven (Sultan + Ned Shepard Remix) - Ned Shepard e Sultan
  - One Love/People Get Ready (Photek Remix) - Rupert Parkes
- 2015[9]
  - All of Me (Tiësto's Birthday Treatment Remix) - Tijs Michiel Verwest
  - Falling Out (Ming Remix) - MING
  - Pompeii (Audien Remix) - Audien
  - The Rising (Eddie Amador Remix) - Eddie Amador
  - Smile (Kaskade Edit) - Ryan Raddon
  - Waves (Robin Schulz Remix) - Robin Schulz
- 2016[10]
  - Uptown Funk (Dave Audé Remix) - Dave Audé
  - Berlin By Overnight (CFCF Remix) - CFCF
  - Hold On (Fatum Remix) - Bill Hamel e Chad Newbold
  - Runaway (U & I) (Kaskade Remix) - Ryan Raddon
  - Say My Name (RAC Remix) - André Allen Anjos
- 2017[11]
  - Tearing Me Up (RAC Remix) - André Allen Anjos
  - Cali Coast (Psionics Remix) - Josh Williams
  - Heavy Star Movin' (starRo Remix) - starRo
  - Nineteen Hundred and Eighty-Five (Timo Maas and James Teej Remix) - Timo Maas e James Teej
  - Only (Kaskade X Lipless Remix) - Ryan Raddon and Lipless
  - Wide Open (Joe Goddard Remix) - Joe Goddard
- 2018[12][13][14]
  - You Move (Latroit Remix) - Dennis White
  - Can't Let You Go (Louie Vega Roots Mix) - Louie Vega
  - Funk O'De Funk (Smle Remix) - Smle
  - Undercover (Adventure Club Remix) - Leighton James e Christian Srigley
  - A Violent Noise (Four Tet Remix) - Four Tet
- 2019[15]
  - Walking Away (Mura Masa Remix) - Alex Crossan
  - Audio (Cid Remix) - CID
  - How Long (EDX's Dubai Skyline Remix) - Maurizio Colella
  - Only Road (Cosmic Gate Remix) - Stefan Bossems e Claus Terhoeven
  - Stargazing (Kaskade Remix) - Ryan Raddon

### Anni 2020
- 2020[16][17]
  - I Rise (Tracy Young's Pride Intro Radio Remix) - Tracy Young
  - Mother's Daughter (Wuki Remix) - Wuki
  - The One (High Contrast Remix) - Lincoln Barrett
  - Swim (Ford. Remix) - Luc Bradford
  - Work It (Soulwax Remix) - David Gerard Dewaele e Stephan Antoine Dewaele
- 2021[18]
  - Roses (Imanbek Remix) - Imanbek
  - Do You Ever (RAC Mix) - RAC
  - Imaginary Friends (Morgan Page Remix) - Morgan Page
  - Praying For You (Louie Vega Main Mix) - Louie Vega
  - Young & Alive (Bazzi vs. Haywyre Remix) - Haywyre
- 2022[19]
  - Passenger (Mike Shinoda Remix) - Mike Shinoda
  - Back to Life (Booker T Kings of Soul Datta Dub) - Booker T
  - Born For Greatness (Cymek Remix) - Spencer Bastin
  - Constant Craving (Fashionably Late Remix)- Tracy Young
  - Inside Out (3SCAPE DRM Remix) - 3SCAPE DRM
  - Met Him Last Night (Dave Audé Remix) - Dave Audé
  - Talks (Mura Masa Remix) - Alexander Crossan
- 2023[20]
  - About Damn Time (Purple Disco Machine Remix) - Purple Disco Machine
  - Break My Soul (Terry Hunter Remix) - Terry Hunter
  - Easy Lover (Four Tet Remix) - Four Tet
  - Slow Song (Paul Woolford Remix) - Paul Woolford
  - Too Late Now (Soulwax Remix) - Soulwax
- 2024[21][22]
  - Wagging Tongue (Wet Leg Remix) - Wet Leg, remixers (Depeche Mode)
  - Alien Love Call - BADBADNOTGOOD, remixers (Turnstile e BADBADNOTGOOD ft. Blood Orange)
  - New Gold (Dom Dolla Remix) - Dom Dolla, remixer (Gorillaz ft. Tame Impala e Bootie Brown)
  - Reviver (Totally Enormous Extinct Dinosaurs Remix) - Totally Enormous Extinct Dinosaurs, remixer (Lane 8)
  - Workin' Hard (Terry Hunter Remix) - Terry Hunter, remixer (Mariah Carey)

- 2025[23]
  - Espresso (Mark Ronson x FnZ Working Late Remix) – FnZ e Mark Ronson, remixers (Sabrina Carpenter)
  - Alter Ego (Kaytranada Remix) – Kaytranada, remixer (Doechii featuring JT)
  - A Bar Song (Tipsy) (Remix) – David Guetta, remixer (Shaboozey e David Guetta)
  - Jah Sees Them (Amapiano Remix) – Alexx Antaeus, Footsteps e MeMyish, remixers (Julian Marley e Antaeus)
  - Von Dutch – A. G. Cook, remixer (Charli XCX e A. G. Cook featuring Addison Rae)

## Statistiche e record
I produttori David Guetta, Jacques Lu Cont e Skrillex hanno trionfato nella categoria due volte. Steve Hurley e Masters at Work hanno al contrario tre candidature a testa, nessuna delle quali vinta. Il produttore Maurice Joshua è stato tra i sorteggiati alla vittoria due volte nel 2001 e 2003, vincendo l'anno dopo con il Soul Mix di Crazy in Love. Dave Audé ha totalizzato tre nomination al premio, aggiudicandoselo una volta, mentre Frankie Knuckles, David Morales, Roger Sanchez, Hex Hector e Deep Dish sono stati nominati ciascuno nella categoria due volte, vincendo un premio a testa.